# 278
Het jaar 278 is het 78e jaar in de 3e eeuw volgens de christelijke jaartelling.

## Gebeurtenissen

### Balkan
- Keizer Probus verdrijft de Vandalen uit Illyricum en ontvangt de eretitel "Gothicus".

### Europa
- Probus verslaat de Franken in Gallië en herstelt de fortificaties langs de Rijngrens.

## Geboren
- Marcus Aurelius Valerius Maxentius, keizer van het Romeinse Rijk (overleden 312)